# Melvin Sanders
Melvin Ray Sanders (Pine Bluff, Arkansas, 3 de enero de 1981) es un exjugador de baloncesto estadounidense, con pasaporte georgiano, cuya mayor parte de trayectoria deportiva ha discurrido en distintos clubes europeos. Con 1,96 metros de altura jugaba como alero.

## Trayectoria deportiva
El jugador, formado en la Universidad de Oklahoma, es un viejo conocido de la Liga ACB, competición en la que ha participado con el Unicaja (07/08; ACB y Euroliga) y Gran Canaria (08.10; ACB, Copa del Rey, Supercopa y Eurocup), formando parte de perímetros con jugadores del nivel de Jiri Welsch, Berni Rodríguez, Davor Kus, Carl English, Jaycee Carroll o Jim Moran.
Es un alero estadounidense con pasaporte georgiano que llegó a España en 2007 de manos del Unicaja Málaga. Después pasó dos años en Gran Canaria y tras probar un año en Bielorrusia volvió a ACB, en este caso a Menorca. Es un jugador con capacidad para generar en todos los campos estadísticos y que en la ACB dejó su huella anotadora -5/7 triples contra el TAU (08/09), 6/7 ante el Manresa (10/09)- y reboteadora, con un récord ACB de 8 rebotes en la única visita que realizó en el Pavelló Menorca (08/09).
Sanders compitió en la VTB United League hasta 2011. El BK Minsk-2006 estuvo a punto de derrotar al colíder del Grupo A junto con el CSKA de Moscú, el Unics Kazan de Evgeny Pashutin (78-80). Sanders lideró al equipo de Bielorrusia con 20 puntos y 6 rebotes, en 37 minutos en pista.
La temporada 2012-13 fichó por el recién ascendido Hacettepe Üniversitesi donde sobresalió especialmente por su capacidad reboteadora (8.9 rebotes) además de sumar 12.7 puntos y 1.8 asistencias por partido. 
En 2013 firma con el Sigma Barcellona de la LegaDue italiana.
En diciembre de 2013 vuelve a España para firmar con el CB Valladolid de la Liga ACB para lo que resta de la temporada 2013-14. Pero el 21 de enero de 2014 deja el club por impagos.

## Palmarés
- Campeón de la CBA con Dakota Wizards (temporada 2004/05). Miembro del quinteto defensivo de la competición.
- Campeón de la División Suroeste y semifinalista de la Conferencia Oeste de la NBA con San Antonio Spurs (2005/06).
- Campeón de la Copa de Francia con el Pau Orthez (temporada 2006/07).